# Фердинанд фон Арко
Граф Фердинанд Готтфрід Норберт Йоганн фон Арко (нім. Ferdinand Gottfried Norbert Johann Graf von Arco; 6 червня 1921 — 19 лютого 2004) — німецький офіцер-підводник, оберлейтенант-цур-зее крігсмаріне.

## Біографія
Представник австрійської лінії давнього італо-австрійського графського роду. Молодший син графа Карла фон Арко (1887—1954) і його дружини Маргарити, уродженої графині і панни фон Ціротін (1898—1954). 
1 січня 1941 року вступив в крігсмаріне. Пройшов тривалу підготовку, після завершення якої в червні 1943 року був призначений вахтовим офіцером підводного човна U-346. З липня 1943 року — 2-й вахтовий офіцер U-617, яким командував Альбрехт Бранді. 28 серпня 1943 року вийшов у свій єдиний похід, під час якого був потоплений британський есмінець HMS Puckeridge (L108). 12 вересня 1943 року човен був виявлений двома британськими протичовновими літаками «Веллінгтон» у Середземному морі північно-західніше Мелільї в точці 35°13′ пн. ш. 03°21′ зх. д., після чого був атакований глибинними бомбами і сів на мілину біля мису Три Форкс. Всі 49 членів екіпажу вціліли і згодом були інтерновані іспанською владою, а в квітні 1944 року були репатрійовані в Німеччину. З 1 вересня 1944 року — командир U-151. Не здійснив жодного походу. 2 травня 1945 року наказав потопити човен, щоб його не захопили союзники.

## Сім'я
Був одружений з Фрідерікою Швакгефер (1920—1988).

## Звання
- Кандидат в офіцери (1 січня 1941)
- Фенріх-цур-зее (1 грудня 1941)
- Оберфенріх-цур-зее (1 жовтня 1942)
- Лейтенант-цур-зее (1 липня 1943)
- Оберлейтенант-цур-зее (1 січня 1945)

## Нагороди
- Залізний хрест 2-го класу (вересень 1943)